# HMS Sans Pareil (1887)
HMS Sans Pareil byla věžová obrněná loď britského královského námořnictva třídy Victoria. Její sesterskou lodí byla HMS Victoria. Ve službě byla v letech 1891–1907. Její hlavní operační oblastí bylo Středomoří, později byla strážní lodí v Sheernessu. Roku 1907 byla prodána do šrotu.

## Stavba

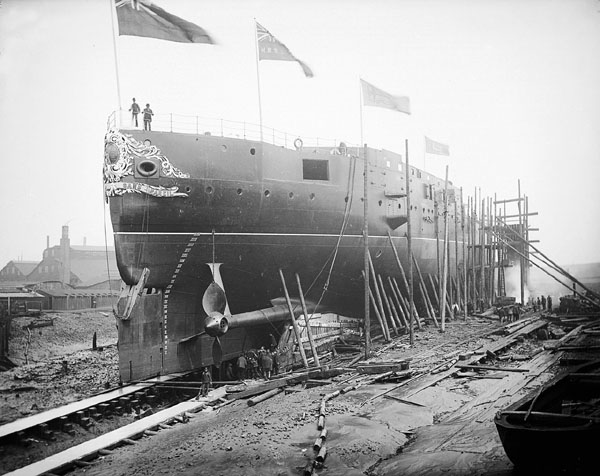
Sans Pareil před spuštěním na vodu

Bitevní loď Sans Pareil postavila britská loděnice Thames Iron Works v Blackwallu. Stavba byla zahájena 21. dubna 1885, na vodu byla loď spuštěna 9. května 1887 a do služby byla přijata 8. července 1891.

## Konstrukce
Pohonný systém tvořilo osm cylindrických kotlů a dva parní stroje s trojnásobnou expanzí Humperheys & Trennant o výkonu 8000 ihp, pohánějící dva lodní šrouby. Nejvyšší rychlost dosahovala 16 uzlů.

## Služba

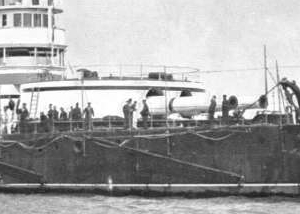
Detail přední dělové věže Sans Pareil

Loď se poprvé předvedla 8. července 1891 na vojenských manévrech v Chathamu. V únoru 1892 byla převelena pod velení George Tryona, velitele Středomořské flotily. Zde sloužila až do roku 1895, kdy byla převelena jako strážní loď do Sheernessu. Tuto funkci plnila do roku 1904.
Nějaký čas byla v rezervě. Roku 1907 byla prodána do šrotu.